# Ilha Fiscal
Die Ilha Fiscal (von portugiesisch ilha „Insel“) ist eine kleine Insel in der Bucht von Guanabara. Sie zählt zum historischen Teil der Stadt Rio de Janeiro.
Der heutige Name der ursprünglich von den Europäern als Mäuseinsel bezeichneten Insel leitet sich von der seit dem 19. Jahrhundert durchgeführten Nutzung als Steuer/Zollstation ab. Heute beherbergt die unmittelbar neben dem Marinearsenal Rio de Janeiro gelegene Insel ein Marinemuseum.
Bekanntheit erlangte die Insel auch durch letzte große Feier des Kaiserreichs Brasilien vor der Absetzung des Kaisers Peter II. von Brasilien und der Ausrufung der ersten brasilianischen Republik. Die Feier im November 1889 wurde als Baile da Ilha Fiscal (deutsch etwa: Tanz auf der Ilha Fiscal) bekannt.